# La Ferrière (Berna)
La Ferrière é uma comuna da Suíça, situada na região administrativa de Jura Bernense, no cantão de Berna. Tem 14,23 km² de área e sua população em 2018 foi estimada em 534 habitantes.